# Ib
Se även förkortningen IB.

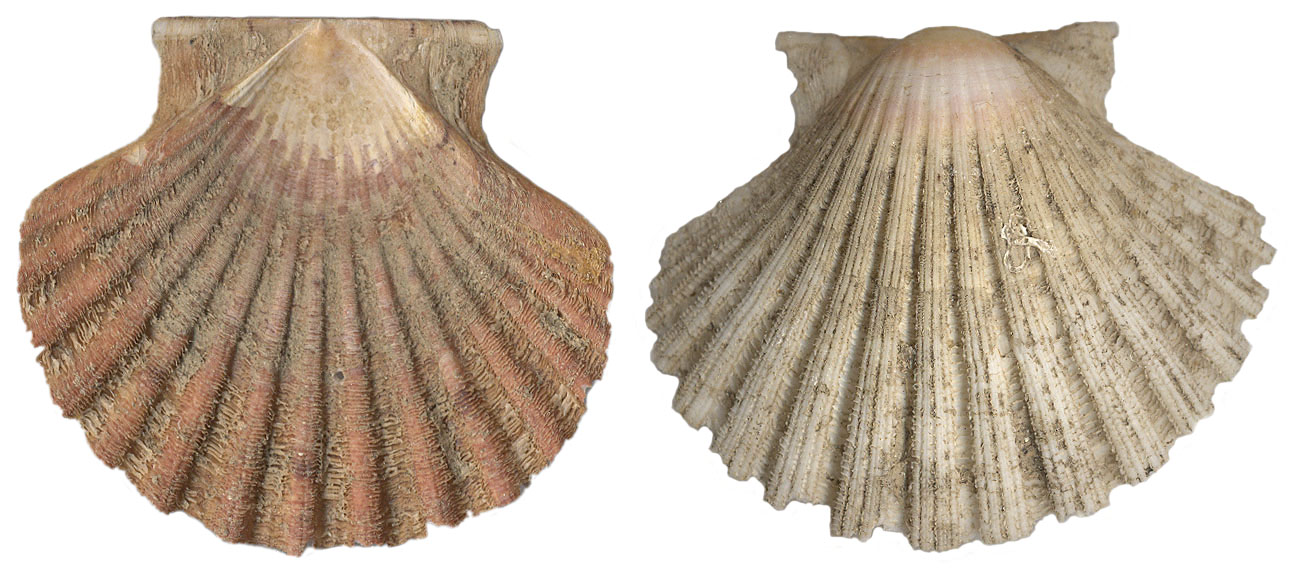
Skal av pilgrimsmusslan.

Ib är ett mansnamn som används i Danmark och Norge. Det uppstod på 1400-talet som kortform (sammandragning) av Jep (Jeppe), som i sin tur är en kortform av Jakob.
Pilgrimer på resa till aposteln Jakobs grav i katedralen i Santiago de Compostela fäste ett skal av pilgrimsmusslan på sin dräkt, och detta kallades på danska för Ibskal eller Ibsskal. Dessa är kända från sångleken "Flyv lille påfugl" (flyg lilla påfågel), där orden går "Ib skib skalle, akke makke dalle".
Ib återfinns också i det danska och norska efternamnet Ibsen, vars mest kände bärare är norske författare Henrik Ibsen.

## Kända bärare av namnet
- Ib Andersen, dansk tecknare och arkitekt.
- Ib Henrik Cavling, dansk författare.
- Ib Christensen, dansk politiker, folketingsmedlem och förman för Danmarks Retsforbund.
- Ib Frederiksen, dansk politiker.
- Ib Glindemann, dansk jazzmusiker och orkesterledare.
- Ib Hansen, dansk operasångare.
- Ib Michael, dansk författare.
- Ib Mossin, dansk skådespelare.
- Ib Nørholm, dansk kompositör och organist.
- Ib Nørlund, dansk politiker, folketingsmedlem för Danmarks Kommunistiske Parti.
- Ib Rehné, dansk journalist, utrikeskorrespondent för Danmarks Radio.
- Ib Schønberg, dansk skådespelare.
- Ib Spang Olsen, dansk tecknare och författare.
- Ib Stetter, dansk politiker.
- Ib Terp, dansk politiker, borgmästare i Brøndby.
- Ib Thomsen (född 1961), norsk politiker.
- Ib Thyregod, dansk jurist, åklagare i högsta domstolen (højesteretssagfører) och folketingsmedlem.

## Fiktiva bärare av namnet
- Ib Abelsøn i Carit Etlars romaner Gøngehøvdingen och Dronningens vagtmester.
- Ib Sylvester i Erik Clausens film Cirkus Casablanca.
- Ib Nielsen i Henning Mortensens serie om sju romaner från Havside sommer till Raketter.